# Dicranomyia lorettae
Dicranomyia lorettae là một loài ruồi trong họ Limoniidae. Chúng phân bố ở miền Cổ bắc.